# Ebringen
Ebringen es un municipio situado en el distrito de Brisgovia-Alta Selva Negra, en Baden-Württemberg (Alemania). Tiene una población estimada, a fines de septiembre de 2023, de 2945 habitantes.

## Geografía
Está ubicado aproximadamente 4 km al sur del límite meridional del territorio municipal de Friburgo, a una altitud de entre 238 y 644 metros sobre el nivel del mar.

## Lugares de interés
- Jennetal